# 리처드 프라이어
리처드 프라이어(Richard Pryor, 1940년 12월 1일 ~ 2005년 12월 10일)는 미국의 배우, 스탠드업 코미디언이다.

## 디스코그래피
- ...Is It Something I Said?

## 장편 영화
- 레이디 싱스 더 블루스
- 브레이징 새들스
- 실버 스트릭
- 마법사 (1978년 영화)
- 캘리포니아의 다섯 부부
- 머펫 무비
- 슈퍼맨 3
- 뉴욕 살인 사건
- 로스트 하이웨이 (영화)

## 텔레비전
- 새터데이 나이트 라이브
- 세서미 스트리트
- 빌리 조엘
- 시카고 메디컬